# RAW-systematiek
De RAW-systematiek is een stelsel juridische, administratieve en technische voorwaarden dat in Nederland wordt gebruikt voor het samenstellen van contracten in de grond-, weg- en waterbouwsector (GWW). De afkorting RAW staat voor Rationalisatie en Automatisering Grond-, Water- en Wegenbouw.
Het stelsel vormt de basis voor het maken van infra-bestekken volgens een gestandaardiseerde, uniforme methode. De RAW geldt als het belangrijkste standaardbestek in de GWW-sector en wordt minstens sinds 1979 toegepast voor bouwprojecten in Nederland. Voor de uitwisseling is het RSX-bestandsformaat ontwikkeld, de XML-compatibele opvolger van RSU.

## Geschiedenis
In de jaren zestig van de twintigste eeuw werd de oude AV 1938-bepaling herzien en ontstonden de zogenoemde 'Standaard RAW Bepalingen'. Deze werden al snel uitgebreid met resultaatsbeschrijvingen: gedetailleerde omschrijvingen van deelresultaten. Om alle kennis te documenteren werden vervolgens handleidingen geschreven. Rijkswaterstaat en de Nederlandse Vereniging van Wegenbouwers (NVWB) ontwikkelden gezamenlijk een standaardbestek. Dit moest eenheid brengen in de veelheid aan bestekvormen en moest automatisch verwerkbaar zijn. Daarvoor richtten zij in 1972 de Stichting RAW op. Deze is opgegaan in Stichting CROW, die de standaardbestekken ging publiceren en vernieuwen. 
In 1979 werd de eerste uitgave gepubliceerd met de complete RAW-systematiek. Daarna verscheen er elke vijf jaar een vernieuwde versie, tot 2020. Vanaf 2021 komt er jaarlijks in september een versie uit.

## Cijfers
Meer dan 70% van alle bestekken in Nederland droeg in 2010 het RAW-keurmerk. Ruim duizend organisaties maakten gebruik van de RAW, waaronder het Rijk, provincies, gemeenten, waterschappen en zuiveringsschappen, aannemers, ingenieursbureaus en nutsbedrijven. Daarnaast waren rond de veertig onderwijsinstellingen gebruiker van de RAW.
Doordat overheden steeds meer op EMVI (Economisch Meest Voordelige Inschrijving) willen gunnen is het aantal RAW-bestekken teruggelopen. In een RAW-bestek beschrijft een opdrachtgever namelijk vrijwel exact wat er gerealiseerd moet worden. Dit beperkt de mogelijkheden voor de opdrachtnemer om met eigen economisch interessante oplossingen te komen.

## RAW Standaardbestek
Het RAW Standaardbestek omvat de volgende onderdelen:
- de Standaard RAW Bepalingen, of kortweg de Standaard
- de RAW-catalogus met resultaatsbeschrijvingen voor de beschrijving van het werk
- de RAW-catalogus met bepalingen: standaardbepalingen die projectafhankelijk in het bestek zijn op te nemen
- het Algemeen Bestekbestand RAW (ABB): sjabloon voor de indeling van het bestek
- de Handleiding voor het gebruik van de systematiek

## Beheer en onderhoud
Het beheer en onderhoud van de RAW is in handen van kennisplatform CROW. Voor de actualisatie van de systematiek werkt CROW samen met partijen uit de gww-sector die regelmatig samenkomen in werkgroepverband. De werkgroepleden nemen bestaande RAW-teksten kritisch onder de loep. Nieuwe of verbeterde teksten worden voorgelegd aan de Juridische en Bestektechnische Commissie, waarna de Raad voor het Infrabouwproces ze voorlopig vaststelt. CROW publiceert de voorlopig vastgestelde teksten ongeveer zes weken op haar website. Belanghebbenden kunnen in die tijd hun op- en aanmerkingen doorgeven.

## Juridische context
De RAW is gebaseerd op het aanbestedingsstelsel dat vastgelegd is in de aanbestedingsreglementen en gebruikt de Uniforme Administratieve Voorwaarden voor de uitvoering van werken (UAV). De RAW gaat uit van de gelijkwaardigheid van contractpartners. Opdrachtgever en aannemer hebben ieder een eigen verantwoordelijkheid.

## RAW in vakgebieden
Het RAW Standaardbestek is uitgewerkt voor een groot aantal vakgebieden, waaronder: wegverhardingen, grondwerken, sloopwerk en funderingstechnieken, kust- en oeverwerken, bemalingen, kabel- en leidingwerken, geluidbeperkende constructies, geleiderails, wegbebakening, kleine kunstwerken, groenvoorzieningen, verkeersmaatregelen bij werk in uitvoering, natuurtechnisch grondwerk, repave- en remixmethoden, schuimbeton, conserveringswerken, beton en staalconstructies, wegverlichting, verkeersregelinstallaties, communicatiekabels, rioleringen, CE-normering, reinigen, beheer van de openbare ruimte.